# Етнографічний музей (Загреб)
Загребський етнографічний музей (хорв. Etnografski muzej u Zagrebu) — спеціалізований музей хорватської етнографії у столиці країни місті Загребі, цінне й важливе зібрання витворів декоративно-ужикового мистецтва і предметів побуту хорватів.

## Загальна інформація
Етнографічний музей Загреба міститься в історичному приміщенні-пам'ятці архітектури в стилі модерн, й розташований за адресою:
пл. Мажуранича / Trg Mažuranića, буд. 14, м. Загреб—10000 (Хорватія).
Будинок музею — це колишній міський Будинок ремесел.
Режим роботи музейного закладу:
- по вівторках, середах і четвергах — з 10.00 до 17.00 години;
- по п'ятницях, суботах і неділях — з 10.00 до 13.00 години;
- закритий по понеділках.

Директор музею — проф. Дамодар Фрлан (prof. Damodar Frlan).

## З історії та експозиції
Музей етнографії в Загребі був заснований у 1919 році з ініціативи Саламона Бергера (Salamon Berger), торговця текстилем і промисловця, родом зі Словаччини. Він же одним з перших презентував закладові власне дуже велике зібрання національних костюмів і тканин.
У теперішній час колекції Загребського етнографічного музею налічують близько 80 000 предметів зберігання. У музейних фондах здебільшого етнографічна спадщина хорватського народу, представлена у двох основних темах — хорватські народні костюми та окремі предмети народного мистецтва і ремесел, а також основних галузей народного господарства і промислів.

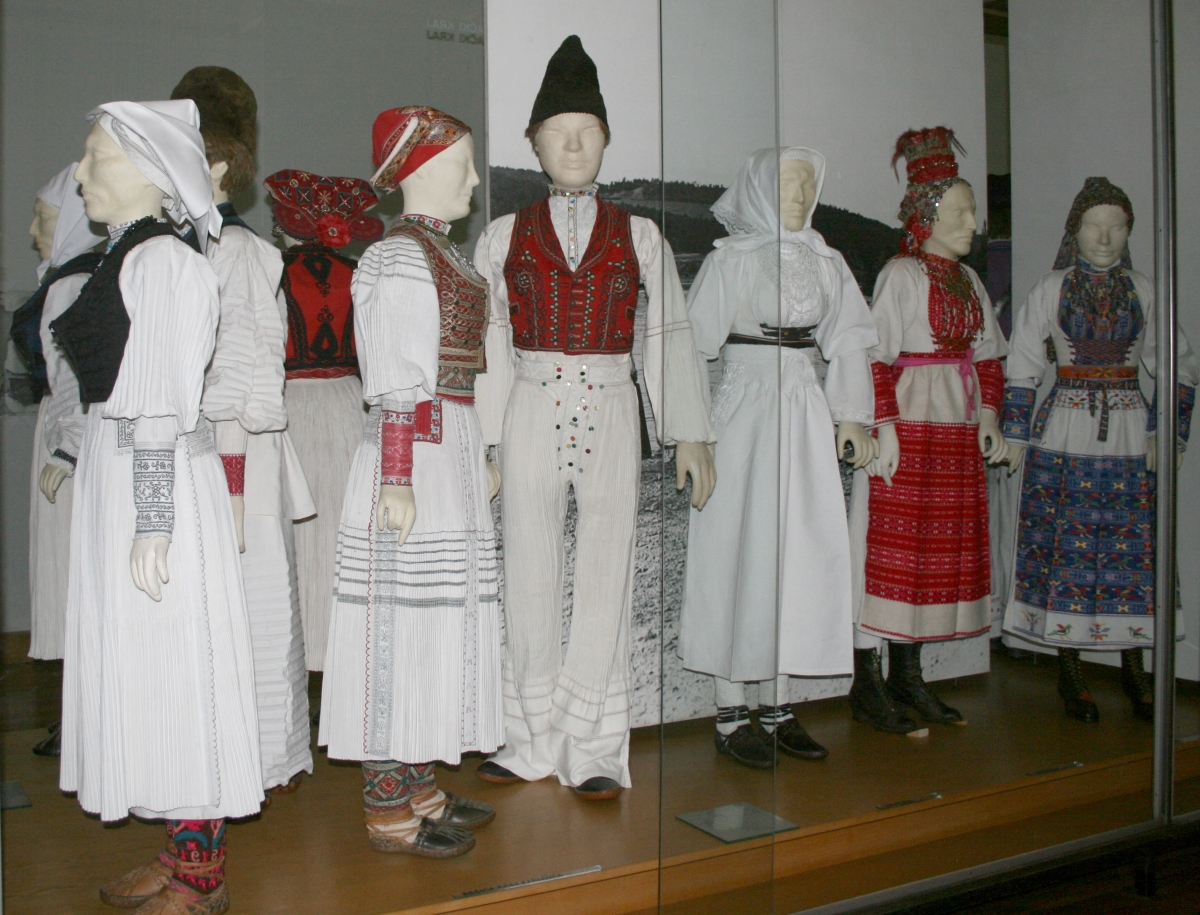
Зразки народного одягу в музеї

Колекції Етнографічного музею в Загребі:
- відділ неєвропейських культур;
- колекція народних костюмів з Дінарського регіону;
- колекція народних костюмів Адріатики;
- колекція народних костюмів регіону Паннонія;
- колекція традиційних ювелірних виробів;
- колекція тканин;
- колекція народних музичних інструментів;
- колекція гончарних і плетених виробів;
- зібрання малих оздоблених предметів з дерева;
- колекція предметів домашнього побуту;
- зібрання традиційних предметів господарського призначення;
- колекція предметів, пов'язаних зі звичаями і віруваннями.

## Виноски
1. ↑  https://registar.kulturnadobra.hr/#/details/Z-662
2. ↑  Час роботи (музею) [Архівовано 12 березня 2013 у Wayback Machine.] на Вебсторінка музею [Архівовано 16 березня 2013 у Wayback Machine.]